# Kikoriki
Kikoriki (in russo Смешарики?, Smeshariki) è una serie animata russa, incentrata sul pubblico generale. Creato nel quadro del progetto educativo "Un mondo senza violenza" e prodotto con il sostegno del Ministero della Cultura della Russia.  
La serie racconta le avventure di Smeshariki - animali sferici antropomorfi che cadono in varie situazioni. La serie principale contiene 408 episodi, tra cui ci sono sia temi divertenti che temi seri e persino filosofici, quindi il cartone animato è interessante sia per bambini che per gli adulti. Gli episodi durano da 6 minuti e 30 secondi (inclusi screensaver e didascalie). Alcune serie consistono da due parti, una serie di "L'effetto di Nonna" - da tre. In addizione alla serie principale c'erano creati un lungometraggio-prequel "Smeshariki. L'inizio" e i lungometraggi-sequel "Smeshariki. La leggenda del drago d'oro" e "Smeshariki. Dejavu", e anche una serie dei episodi di orientamento educativo e culturale ("Pin-code", "Alfabet"s). La serie principale non è stata pubblicata dal 2012 ("New Adventures" - dal 2014), a differenza degli spin-off. Sulla base del cartone animato è stato creato il gioco multiplayer "Shararam".
Inoltre, il cartone animato è distribuito in 60 paesi, tradotto in 15 lingue, il pubblico giornaliero della serie animata è di 50 milioni di persone. Il pubblico del cartone animato in Cina supera quello russo.
Dopo 8 anni di pausa, lo show è stato rinnovato per una quinta stagione, che funge da continuazione della serie animata 2D originale;  è stato sponsorizzato da Yandex e i nuovi 52 episodi saranno disponibili esclusivamente sul servizio di streaming Kinopoisk HD, ma è stata cancellata alla sua settima stagione con 12 episodi.

## Personaggi
- Krush (Крош, Krosh; eng.:Jumper/Jumpy)

Il coniglio celeste, ottimista e pieno di energia.
- Gigo (Ёжик, Yozhik; eng.:Chiko/Joshi)

Il riccio magenta, timido ed educato.
- Rosa (Нюша, Nusha; eng.:Rosa)

La maialina rosa, romantica e gioiosa.
- Fluff (Бараш, Barash; eng.:Wally)

L'ariete lavanda, poeta sensibile e melanconico.
- Losyash (Лосяш, Losyash; eng.: Eldoc/Dokko)

L'alce giallo, scienziato intelligente.
- Sovunya (Совунья, Sovunya; eng.: Olga)

La civetta viola; ex atleta, medico, specialista culinario; una "nonna" saggia.
- Kar-Karych (Кар-Карыч, Kar-Karych; eng.: BigBeak/Carlin)

Il corvino blu, viaggiatore in passato, musicista, amante dell'arte.
- Кopatych (Копатыч, Kopatych; eng.: Berry)

L'orso arancione, giardiniere, un tipico abitante della campagna.
- Pin (Пин, Pin)

Il pinguino nero e bianco, l'inventore dalla parte tedesca della Antartide (Vaterland).
Jumpy, Joshi, Rosa e Fluff sono i giovani; Eldoc, Berry e Pin sono gli adulti; Carlin ed Olga sono gli anziani.

## Sigla
La sigla italiana è interpretata da Matteo Testa e Francesco Doti di Io Canto, scritta da Oliriana e composta da Giuseppe Zanca e Danilo Bernardi.

## Doppiaggio
| Personaggio   | Doppiatore originale | Doppiatore italiano |
| ------------- | -------------------- | ------------------- |
| Voce narrante | Igor Dmitriev        | Marco Balzarotti    |
| Olga          | Sergey Mardar        | Dania Cericola      |
| BigBig        | Sergey Mardar        | Mario Scarabelli    |
| Jumpy         | Anton Vinogradov     | Paolo De Santis     |
| Joshi         | Vladimir Postnikov   | Davide Garbolino    |
| Pinky         | Svetlana Pismichenko | Lorella De Luca     |
| Fluff         | Vadim Bochanov       | Gianluca Iacono     |
| Eldoс         | Mikhail Chernyak     | Alessandro Zurla    |
| Berry         | Mikhail Chernyak     | Oliviero Corbetta   |
| Pin           | Mikhail Chernyak     | Pietro Ubaldi       |